# Джуліо Каччандра
Джуліо Каччандра (італ. Giulio Cacciandra, 15 липня 1884 — 28 січня 1970) — італійський вершник.
Срібний призер Олімпійських Ігор 1920 року в командному триборстві, бронзовий призер 1920 року в командному конкурі.